# هلند (كورنوال)
هلند (بالإنجليزية: Helland)‏ هي قرية وأبرشية مدنية تقع في المملكة المتحدة في إنجلترا. يقدر عدد سكانها بـ 173 نسمة .